# علی اردلان
علی اردلان (۱۲۹۳–۱۳۷۸) فعال سیاسی و از اعضای برجسته حزب ایران و جبهه ملی ایران، رئیس هیئت رهبری جبهه ملی ایران (۱۳۷۲–۱۳۷۸) و اولین وزیر دارائی پس از انقلاب ۱۳۵۷ در دولت موقت بود.

## زندگی‌نامه
علی اردلان در سال ۱۲۹۳ در تویسرکان متولد شد، پدرش محمد ولیخان از خان‌ها خاندان اردلان در تویسرکان بود. او تحصیلات دورهٔ ابتدایی را در مدرسهٔ سن لوئی و سه سال اول دبیرستان را در مدرسه‌های آلیانس و تدین تهران و سه سال دوم دبیرستان را در رشتهٔ ادبی در مدرسهٔ دارالفنون گذراند و دیپلم گرفت. سپس در رشتهٔ حقوق، در دانشگاه تهران به تحصیل پرداخت. وی در آنجا با کریم سنجابی (که در ۱۳۱۵ش با خواهر او فخرالملوک اردلان ازدواج کرد) و علی شایگان که استادان وی بودند، آشنا و به تدریج دوست شد. او در دوران دانشجویی یک دوره آموزش روزنامه‌نگاری را به پایان رساند، همچنین همزمان با تحصیل در سال ۱۳۱۹ش. به استخدام بانک کشاورزی در آّمد و در سال ۱۳۲۰ به وزارت دارایی منتقل شد. او تحصیلات خود در دانشگاه تهران را ادامه داد و موفق به اخذ مدرک کارشناسی ارشد در رشتهٔ علوم اداری و اقتصاد گردید. وی در سال ۱۳۲۴ با مه‌لقا وزیری ازدواج کرد و صاحب یک دختر و دو پسر به نام‌های مینا و سینا و ساسان شد.

## فعالیت‌های سیاسی
پس از شهریور ۱۳۲۰ و برقراری آزادی نسبی در جامعه، وی که تحصیلات خود را در رشته حقوق دانشگاه تهران به اتمام رسانده بود، وارد کار روزنامه‌نگاری شده و به انتقاد از اوضاع گذشته پرداخته و به حزب ایران نیز پیوست. وی از همان هنگام از طرفداران جبهه ملی ایران بوده و همواره از یاران  مصدق به‌شمار می‌رفت. پس از کودتا او و دیگر طرفداران جبهه ملی ایران مورد تهاجم قرار گرفتند اما وی در روزنامه «صر صر» که امتیاز او به نام خودش بود، به جانبداری از آرمان‌های ملّی در نهضت مقاومت ملی پرداخت و چون این نشریه کاملاً جنبه مبارزاتی داشت، دولت هم برای جلوگیری از انتشار آن شدت عمل بکار برده و بعد از شماره سوم توقیف شد و پس از چند شماره، با نام‌های مختلف تا شماره ۱۴ ادامه پیدا کرد.

## فعالیت در شورای مرکزی به جبهه ملی ایران
وی در سال ۱۳۴۱ به عضویت شورای مرکزی جبهه ملی ایران درآمد و به فعالیت‌های خود تا انحلال جبهه ملی دوم ادامه داد. او در آستانه انقلاب جزء هیئت مؤسس جبهه ملی ایران (چهارم) بود و پس از انقلاب و در پی تغییرات در اساسنامه جبهه ملی به عضویت هیئت رهبری انتخاب گردید.

## فعالیت پس از انقلاب
پس از انقلاب هم در کابینه بازرگان به وزارت دارائی رسید.
پس از سقوط کابینهٔ بازرگان هم در انتخابات اولین دوره مجلس شورای اسلامی به نمایندگی مردم تویسرکان و به عنوان نامزد جبهه ملی ایران انتخاب شد که وزیر کشور مانع از صدور اعتبارنامه او شد. پس از ماجرای ارتداد جبهه ملی او که حاضر به استعفا از نمایندگی اولین دوره مجلس شورای ملی پس از انقلاب نبود، در سوم شهریور ۱۳۶۰ به زندان افتاد و چون زیر بار مصاحبهٔ تحمیلی نمی‌رفت، پس از چند ماه زندان انفرادی تا اسفند ۱۳۶۲ به مدت سی ماه در زندان ماند.

## جمعیت دفاع از آزادی و حاکمیت ملت ایران
وی پس از آزادی از زندان در اسفند ۱۳۶۴ به اتفاق فعالانی مانند مهدی بازرگان و ... «جمعیت دفاع از آزادی و حاکمیت ملت ایران» را تشکیل داده و رئیس هیئت اجرائی آن شد و از جمله نظرات آن‌ها در این سازمان اتمام جنگ بعد از فتح خرمشهر بود که در ۲۶ خرداد ۱۳۶۷ محل انجمن آن‌ها توسط حاکمیت به تصرف درآمد. همچنین اینان در اردیبهشت سال ۱۳۶۹ نامه ۹۰ امضایی به رئیس‌جمهور نوشته و از اوضاع آشفته کشور انتقاد و ابراز نگرانی کرده بودند که پس از آن مدت‌ها به زندان افتادند و خود او طی ۳۳۳ روز زندان انفرادی و علی‌رغم شکنجه‌های بسیار، حاضر به اعتراف و امضای توبه نامه نشد.

## جبهه ملی ایران (پنجم)
با شروع فعالیت مجدد جبهه ملی ایران به رهبری ادیب برومند او نیز مجدداً فعالیت خود را در هیئت اجرایی موقت جبهه ملی به همراه سایر فعالان شورای مرکزی به صورت زیر آغاز نمود.
برای اداره امور جبهه ملی ۲ نفر از اعضای باقی‌مانده هیئت رهبری ادیب برومند و علی اردلان، ۲ نفر از اعضای هیئت اجرایی پرویز ورجاوند و سید حسین موسویان و ۲ نفر از شورای مرکزی حسین شاه‌حسینی و حسن لباسچی هیئت اجرایی موقت را تشکیل دادند.
پس از با تکمیل شورای مرکزی مطابق با ساختار اساسنامه سال ۱۳۵۸ شورای مرکزی جبهه ملی اقدام به انتخاب هیئت رهبری سه نفره شامل: ادیب برومند، نظام الدین موحد، به ریاست علی اردلان و هیئت اجرایی پنج نفره شامل: پرویز ورجاوند، سید حسین موسویان، مسعود حجازی، غلامرضا رحیم و حسن لباسچی نمود.
در هیئت اجرایی پرویز ورجاوند سخنگوی جبهه ملی و مسعود حجازی رئیس هیئت اجرایی گردیدند.

## درگذشت
اردلان در ۲۱ بهمن ماه ۱۳۷۸ از دنیا رفت.